# Norracoides dubiosa
Norracoides dubiosa är en fjärilsart som beskrevs av Sergius G. Kiriakoff 1963. Norracoides dubiosa ingår i släktet Norracoides och familjen tandspinnare. Inga underarter finns listade i Catalogue of Life.